# Clone High
Clone High USA (no Brasil, Projeto Clonagem e em Portugal, Clone High/Projecto Clonagem) é uma série adulta de desenhos animados produzida e exibida pela MTV norte-americana sobre um colégio onde estudam clones de personalidades históricas. Os clones foram criados por um cientista louco chamado Scudworth (que mais tarde tornou-se o diretor da escola) sob orientação do "Comitê de Figuras Sombrias" (pela aparência, obviamente militares americanos, embora isso nunca seja dito diretamente) para serem usados num projeto de dominação global após atingirem a maturidade.
A série é ao mesmo tempo uma sátira às teorias de conspiração hollywoodianas e às séries dramáticas voltadas para adolescentes como The O.C.. Todos os seus episódios começam com um narrador dizendo "no último episódio muito especial...", o que é uma brincadeira com o termo "A Very Special Episode" usado pelas séries americanas para indicar um episódio que lida com um tema particularmente polêmico e/ou digno de reflexão.
A comicidade dos clones do desenho consiste geralmente no fato de seu comportamento ser completamente oposto ao do seu "original" ou focar em apenas parte de sua personalidade. Assim Lincoln é mostrado sem um mínimo da determinação e liderança do seu original e Gandhi é mostrado como um sujeito extrovertido e despreocupado. JFK, um dos antagonistas, aparece como um mulherengo insensível.
A série foi suspensa indeterminadamente depois do término da primeira temporada. Só mais de um ano depois da suspensão ela foi oficialmente cancelada. O motivo provavelmente foi a polêmica gerada pelos personagens que eram clones de líderes religiosos, principalmente Gandhi. A sátira de Mahatma Gandhi irritou hindus mais conservadores e motivou vários protestos contra a MTV na Índia. No desenho apareciam também clones de Jesus Cristo (um latino professor de carpintaria) e de Moisés (um rabugento intransigente), mas estas aparições não geraram protestos maiores que os habituais.
O nome de cada episódio era sempre formado por um título e um subtítulo separados por dois pontos. Vários faziam referências a filmes, como o episódio Homecoming: A Shot in D'Arc, que faz alusão ao filme A Shot in the Dark, um dos filmes da série A Pantera Cor de Rosa.
No Brasil, a série foi exibida pelo canal Cartoon Network no bloco adult swim. Os títulos dos episódios foram omitidos.
Em Portugal, a série primeiro foi ao ar na SIC Radical e depois mais tarde Panda Biggs desde 3 de Setembro de 2011.
Em 23 de maio de 2023, a segunda temporada foi estreada. 
Em 1 de fevereiro de 2024, a terceira temporada foi estreada.

## Personagens

### Clones
Os clones foram criados pelo Comitê de Figuras Sombrias durante a década de 1980. Agora eles estão na fase da adolescência estudando no Colégio Clone, na cidade de Exclamação, Estados Unidos. Existem vários clones, mas os roteiros do desenho se concentram em cinco deles principalmente:
Abe - clone do presidente Abraham Lincoln e protagonista da série. Tenta se espelhar no seu pai-clone mas fracassa em todas as tentativas: seus discursos são incongruentes, não tem um mínimo de percepção e não tem nenhuma capacidade de liderança (como capitão do time de basquete da escola). É complexado com a própria estatura. Abe namora Cleo e é traído constantemente por ela, embora nunca perceba.
Gandhi – Clone do líder político indiano Mahatma Gandhi e melhor amigo de Lincoln. Ao contrário do seu pai-clone é vingativo, extrovertido e pouco preocupado com causas sociais, embora se envolva em qualquer projeto que possa torná-lo popular. Faz as vezes de personagem bobalhão da série, é hiperativo e sofre de transtorno do déficit de atenção.
Joana - clone de Joana D'Arc, é apaixonada por Lincoln embora seja timida nunca consegue se declarar. É o membro mais sensato do grupo, mas nunca é escutada. Joana odeia Cleo, o que só piorou depois de Cleo começar a namorar Lincoln e das duas passarem a morar juntas.
Cleo - clone de Cleópatra, é a aluna mais popular e promíscua da escola. No começo da série namorava JFK, mas trocou-o por Lincoln. Cleo é extremamente insensível ao sofrimento alheio, ignorando os alunos menos populares e traindo Lincoln mais de uma vez, inclusive com o ex JFK.
JFK - clone de John Kennedy e antagonista da série. É cruel com Abe e Gandhi mas não com Joana que é constantemente vítima de seus flertes, assim como todas as outras garotas da escola. Kennedy não é particularmente esperto; está sempre dando indiretas sexuais e as explicando logo em seguida. Ao contrário do que se espera desse tipo de vilão estereotípico, Kennedy não é o capitão de nenhum dos times da escola. (Ironicamente, o desajeitado Abe é capitão do time de basquete).
Outros clones incluem Marie Curie (deformada devido às pesquisas de sua mãe-clone com radiação), Gengis Khan (um idiota, talvez por causa de um trocadilho entre as palavras "mongol" e "mongo"), Nero (louco), Van Gogh (adolescente deprimido), Freud (inconveniente) e George Washington Carver sempre acompanhado de um amendoim mutante. O professor também é um clone, senhor Carneiro, o "primeiro clone com uma boa parte humana". Seu corpo é um misto de homem e ovelha (referência à ovelha Dolly), assim como sua personalidade.

### Pais
Os ancestrais genéticos dos clones são referidos no desenho como pais-clones e seus tutores como pais adotivos.
O único personagem que aparece conversando com o pai-clone é Abe, que em várias ocasiões viu o Lincoln original. Numa delas apareceu como reflexo em uma vitrine, em outra como uma alucinação provocada por Abe ter fumado passas. Os outros personagens vêem seus pais clones como exemplos a serem seguidos. Joana fica feliz quando seu aparelho começa a captar sinais de uma rádio cristã, pensando que finalmente as vozes divinas começaram  se manifestar. Cleo acha que sua mãe-clone foi a mulher mais glamurosa e desejada de todos os tempos. JFK julga estar seguindo os passos de Kennedy, não como político mas como um garanhão. A exceção é Gandhi que parece não compreender o papel do Gandhi original na História ("Se tem uma coisa que o nome Mahatma Gandhi simboliza essa coisa é vingança!").
Os pais adotivos aparecem geralmente como figurantes, menos Toots, o pai adotivo de Joana. Ele é um velho jazzista cego que aparece em vários episódios dando conselhos e confundindo pessoas e objetos. A partir do episódio em que sua casa pega fogo, ele e Joana passam a morar com sua namorada, a mãe bêbada da Cleo (a quem ele só se refere, aliás, como Mãe Bêbada da Cleo). Há ainda os pais adotivos gays de JFK e os pais de Gandhi, que são judeus.

### Outros
O diretor Scudworth é aparentemente o criador do Projeto Clonagem e vigia suas criações a partir de seu cargo de diretor do Colégio Clone. É o estereótipo do cientista louco (tendo mesmo, segundo suas palavras, se formado em "Ciências Doidas"). Scudworth é megalômano e pretende usar os clones para seus próprios fins, através de planos impraticáveis, variando entre a construção de um parque temático clone e a energização de um super-robô usando lápis n.º 2. Além de seus planos serem ruins não são nada secretos, já que, delirante, Scudworth os menciona em voz alta na frente do Comitê de Figuras sombrias. Enquanto não conquista a América, ele se contenta com poderes menores: quando teve oportunidade deu um golpe de estado na Associação de Pais e Mestres e se declarou seu rei. Entre as perturbações psicológicas de Scudworth estão a alienação, a megalomania e a obsessão pelo ator John Stamos (artista da antiga série de televisão "Três é Demais").
O diretor é auxiliado pelo seu criado-robô Mordomotron, que é a parte sensata da dupla. Mordomotron tenta servir fielmente o chefe que não lhe dá o devido valor, mesmo no serviço de casa. Devido a algumas brigas, os dois se parecem com um casal. As vezes com sua voz invariável ele dá bons conselhos para Joana D'Arc. Ele chama todas as pessoas com quem conversa de "Wesley". A aparência de Mordomotron é uma paródia do personagem Mr. Belvedere, protagonista de uma série homônima, cujo patrão chamava-se Wesley.

## Dublagem
- Alexandre Moreno – Abe Lincoln
- Jorge Lucas – Gandhi
- Guilene Conte – Joana d'Arc
- Clécio Souto – John F. Kennedy
- Melise Maia – Cleópatra
- Renato Rosenberg – Diretor Scudworth
- Sérgio Stern – Mordomotron
- Guilherme Briggs – Elvis gordo

## Curiosidades
- Pelo menos um golfinho aparece em cada um dos episódios. Nos episódios  em que um golfinho não aparece em nenhuma cena, ele pode apenas ser ouvido.
- No episódio Raisin the Steaks: A Opera Rock in Three Acts, depois de fumar passas, o personagem JFK pula de um telhado e, depois de cair e quebrar a perna, pronuncia uma frase ao contrário. A frase é:

"Estou falando ao contrário, e te dizendo para assistir Clone High... para ganharmos um Emmy... Estou dizendo isso ao contrário... para fazer suspense!"
Este episódio tem várias outras mensagens subliminares (veja-as aqui).

## Participações especiais
Vários personagens coadjuvantes foram dublados por artistas famosos, sobretudo músicos:
- Marilyn Manson - ele mesmo
- Michael J. Fox - rim do Gandhi
- Jack Black - como cantor Larry Hardcore e traficante de passas "Empurrador"
- Luke Perry como Ponce de León
- Os protagonistas da série Scrubs (Zach Braff, Sarah Chalke e Donald Faison) como marqueteiros da empresa Radical X